# Giennadij Szatkow
Giennadij Iwanowicz Szatkow ros. Геннадий Иванович Шатков (ur. 27 maja 1932 w Leningradzie, zm. 14 stycznia 2009 w Petersburgu) – radziecki bokser, mistrz olimpijski i dwukrotny mistrz Europy.

## Życiorys
Szatkow rozpoczął uprawianie boksu w wieku 12 lat w klubie pionierskim w Leningradzie. jego pierwszymi trenerami byli A. Żdanow i Iwan Osipow. Pierwszy sukces odniósł w 1949, kiedy to zajął 3. miejsce w młodzieżowych mistrzostwach ZSRR w Rostowie nad Donem. W 1951 ukończył szkołę średnią w Leningradzie i rozpoczął studia prawnicze na Uniwersytecie Leningradzkim, jednocześnie walcząc w klubie „Burewiestnik Leningrad”. Pierwszy sukces wśród seniorów odniósł w 1951, zostając mistrzem Leningradu w wadze półśredniej. W 1953 zajął 3. miejsce w mistrzostwach ZSRR w tej kategorii, a w 1954 był drugi w wadze średniej. W 1955 i 1956 był mistrzem ZSRR w wadze średniej.

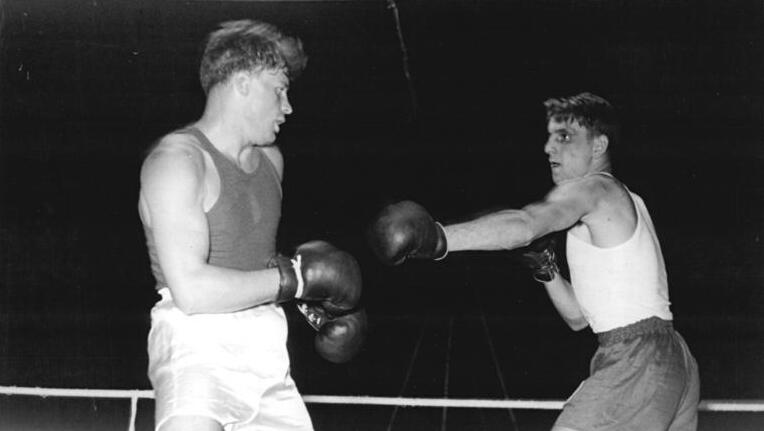
Szatkow (z lewej) w walce ze Zbigniewem Piórkowskim w Sofii w 1954.

Wystartował w mistrzostwach Europy w 1955 w Berlinie Zachodnim i zdobył tytuł mistrzowski w wadze średniej (w ćwierćfinale pokonał Zbigniewa Piórkowskiego). Rok później na igrzyskach olimpijskich w 1956 w Melbourne został mistrzem olimpijskim w tej kategorii wagowej, wygrywając w finale z Chilijczykiem Ramónem Tapią przez nokaut w 1. rundzie.
Niespodziewanie przegrał w finale mistrzostw ZSRR w 1957 z Askoldem Lasotą, ale wystąpił w Mistrzostwach Europy w 1957 w Pradze. Przegrał tam jednak w ćwierćfinale z Dragoslavem Jakovljeviciem z Jugosławii, który został wicemistrzem Europy.
W 1958 Szatkow ponownie został mistrzem ZSRR. W 1959 nie wystartował co prawda w mistrzostwach ZSRR, ale za to zdobył złoty medal w mistrzostwach Europy w Lucernie, gdzie w finale pokonał Tadeusza Walaska.
W 1960 odpadł w ćwierćfinale mistrzostw ZSRR w wadze średniej. Na igrzyskach olimpijskich w Rzymie wystąpił jednak w wadze półciężkiej. Przegrał w ćwierćfinale z późniejszym mistrzem Cassiusem Clayem. Wkrótce potem zakończył karierę bokserską.
Szatkow ukończył studia prawnicze, a następnie uzyskał stopień kandydata nauk w 1962. W 1964 był prorektorem Uniwersytetu Leningradzkiego. Zmarł po długiej chorobie 14 stycznia 2009 r.